# チャールズ・R・クロス

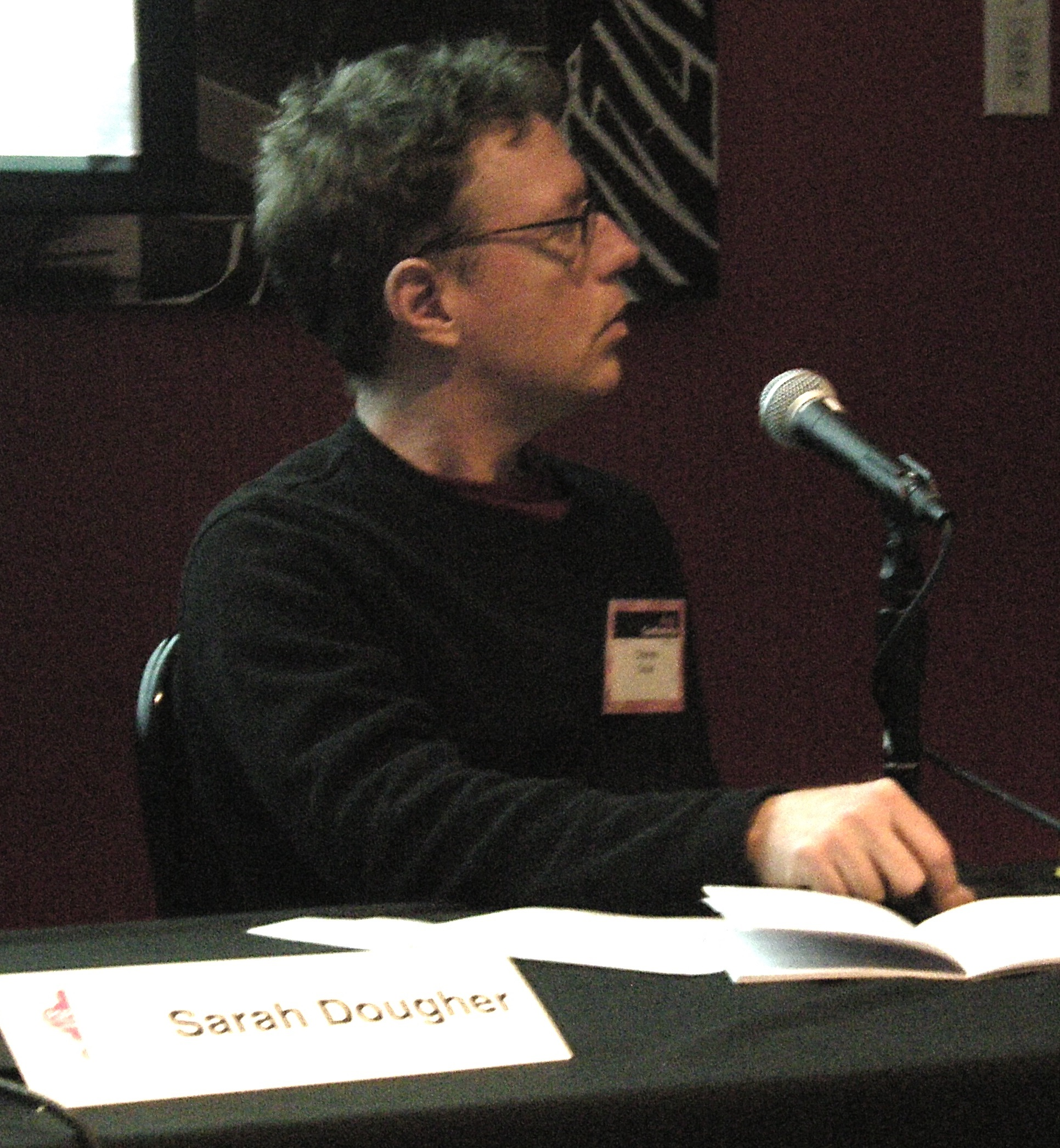
2009年

チャールズ・R・クロス（英: Charles R. Cross、1957年? - 2024年8月9日）は、アメリカ合衆国の伝記作家、ロック・ミュージック・ジャーナリスト。主にシアトルを拠点に活動している。

## 経歴
音楽ライターとしては、シアトルの「The Rocket」というペーパーを1986年から2000年の15年間に渡って編集。「Backstreets Magazine」というブルース・スプリングスティーンの公式ファンジンの創立者。ローリング・ストーンやエクスワイヤなどにも寄稿。
伝記作家としては、『HEAVIER THAN HEAVEN - カート・コバーン・バイオグラフィー』で2002年度ASCAP Award(米国作曲家作詞家出版者協会賞)のOutstanding Biographyを受賞、他に『COBAIN UNSEEN - カート・コバーン 知られざる素顔』、『 ジミ・ヘンドリクス 鏡ばりの部屋』が出版されている。
2004年、ヘンドリクスについて調査するうち、所在不明となっていたヘンドリクスの母(Lucille Jeter Hendrix)の墓の場所を突き止めた。ワシントン州レントンのGreenwood Memorial Parkという場所で、ここにはヘンドリクス本人の墓地もあるが、母の墓石はその墓地の一角の放棄された場所に存在しており、長年の降雨によって泥が降り積もっていた。
『HEAVIER THAN HEAVEN』『鏡ばりの部屋』共にユニバーサル・ピクチャーズが映画化権を保持している。
2024年8月9日に死去。67歳没。

## 著作
- 1989年 "Backstreets: Springsteen, the Man and His Music", Harmony Books
  - 邦訳『バックストリーツ - ブルース・スプリングスティーン』 1990年、白夜書房 ISBN 4893671707
- 1991年 "Led Zeppelin: Heaven and Hell", Harmony Books
- 1998年 "Classic Rock Albums: Nevermind - Nirvana", Music Sales Group, Jim Berkenstadt共著
- 2001年 "Heavier Than Heaven: A Biography of Kurt Cobain", Hyperion
  - 邦訳『HEAVIER THAN HEAVEN - カート・コバーン・バイオグラフィー』 2002年、ロッキングオン ISBN 4860520033
- 2005年 "Room Full of Mirrors: A Biography of Jimi Hendrix", Sceptre
  - 邦訳『ジミ・ヘンドリクス - 鏡ばりの部屋』 2008年、スペースシャワーネットワーク P‐Vine Books ISBN 4860202562
- 2008年 "Cobain Unseen", Little, Brown and Company
  - 邦訳『COBAIN UNSEEN - カート・コバーン 知られざる素顔』 2009年、ソフトバンククリエイティブ ISBN 4797356227
- 2009年 "Led Zeppelin: Shadows Taller Than Our Souls", It Books
- 2012年 "Kicking & Dreaming: A Story of Heart, Soul, and Rock & Roll", HarperCollins, アンおよびナンシー・ウィルソン共著
- 2014年 "Here We Are Now: The Lasting Impact of Kurt Cobain"